# Aleksandr Łoktionow
Aleksandr Dmitrijewicz Łoktionow, ros. Александр Дми́триевич Локтио́нов (ur. 11 sierpnia?/23 sierpnia 1893 we wsi Wierchnij Lubaż w guberni kurskiej, zm. 28 października 1941 k. Kujbyszewa) – komandarm i generał pułkownik Armii Czerwonej, dowódca Sił Powietrznych ZSRR – zastępca Ludowego Komisarza Obrony ZSRR (1937–1940).

## Życiorys
Po wybuchu I wojny światowej wcielony do rosyjskiej armii, w 1916 skończył oranienburską szkołę podoficerską. W latach 1916–1917 jako dowódca kompanii i batalionu walczył na froncie zachodnim i południowo-zachodnim. Po rewolucji ludowej został członkiem komitetu pułkowego, później zastępcą dowódcy pułku. W 1918 wstąpił do Armii Czerwonej, brał udział w wojnie domowej jako dowódca batalionu, pułku i brygady strzeleckiej na frontach południowym i kaukaskim, walcząc z wojskami Antona Denikina. Jako dowódca pułku wyróżnił się podczas walk o Donieckie Zagłębie Węglowe, a jako dowódca brygady – w likwidacji desantu wojsk Siergieja Ułagaja na Kubaniu i w walkach o Krym z wojskami Piotra Wrangla. W 1921 wstąpił do RKP(b). Po zakończeniu wojny domowej od czerwca 1921 dowodził 97 Brygadą Strzelecką, następnie 33 Dywizją Strzelecką, od lipca 1923 był zastępcą dowódcy 2 Tulskiej Dywizji Strzeleckiej, od jesieni 1924 dowódca 2 Białoruskiej Dywizji Strzeleckiej. W 1923 ukończył wyższe kursy akademickie, w 1928 kursy dla wyższej kadry dowódczej przy Akademii Wojskowej im. Frunze w Moskwie, a w 1930 kursy partyjno-polityczne dla wyższych dowódców przy Wojskowo-Politycznej Akademii im. Nikołaja Tołmaczowa, po czym został dowódcą 4 Korpusu Strzeleckiego. Od 1933 zastępca dowódcy wojsk Białoruskiego Okręgu Wojskowego ds. lotnictwa, w maju 1935 przeniesiony na analogiczne stanowisko do Charkowskiego Okręgu Wojskowego. W 1935 mianowany komkorem, czyli dowódcą korpusu. W sierpniu 1937 mianowany dowódcą wojsk Środkowoazjatyckiego Okręgu Wojskowego, od listopada 1937 dowódca Sił Powietrznych ZSRR – zastępca Ludowego Komisarza Obrony ZSRR ds. lotnictwa. W 1938 mianowany komandarmem 2 rangi, od lipca 1940 pierwszy dowodzący wojskami nowo utworzonego Nadbałtyckiego Okręgu Wojskowego (powstałego po aneksji Litwy, Łotwy i Estonii przez ZSRR latem 1940). Od 1937 deputowany do Rady Najwyższej ZSRR, od XVIII Zjazdu WKP(b) kandydat na członka KC WKP(b). W grudniu 1940 odwołany ze stanowiska i przekazany do dyspozycji Ludowego Komisarza Obrony ZSRR. 19 czerwca 1941 aresztowany i osadzony w moskiewskim więzieniu NKWD, po ataku Niemiec na ZSRR ewakuowanego do Kujbyszewa (obecnie Samara). Poddany szykanom, później bez procesu rozstrzelany wraz z grupą innych generałów na rozkaz ludowego komisarza spraw wewnętrznych Ł. Berii. W 1955 pośmiertnie zrehabilitowany.

## Odznaczenia
- Order Czerwonego Sztandaru (dwukrotnie – 1923 i 1938)
- Order Czerwonej Gwiazdy
- Medal jubileuszowy „XX lat Robotniczo-Chłopskiej Armii Czerwonej”